# Marko Dyrlich
Marko Dyrlich (* 1975 in Bautzen) ist ein deutsch-sorbischer Schauspieler, der häufig die Rolle des Bösewichts übernimmt.

## Leben
Marko Dyrlich ist der Sohn des sorbischen Schriftstellers und Dichters Benedikt Dyrlich. Seine Großmutter, die Inspizientin am Deutsch-Sorbischen Volkstheater Bautzen war, nahm Dyrlich bereits als Kind oft mit ins Theater, wo er gelegentlich kleine Rollen spielen durfte. Nachdem er als Jugendlicher die Schule und eine Lehre abgebrochen hatte, vermittelte ihn dieselbe Großmutter ans Volkstheater, wo er seinen ersten Zwei-Jahres-Vertrag bekam. Mit 19 Jahren wurde er 1994 an der Hochschule für Musik und Theater Leipzig angenommen und erhielt vier Jahre später, direkt nach seinem Abschluss, ein erstes Engagement am Volkstheater Rostock. Weitere Gast- und Festengagements folgten u. a. am Staatstheater Kassel, am Staatsschauspiel Dresden und der Volksbühne Berlin. Von 2004 bis 2007 war er zudem Lehrbeauftragter an der Leipziger Schauspielschule.
Da er wegen seiner Theaterengagements mehrfach Filmrollen ablehnen musste, nahm er ab 2010 keine Dauerengagements an Theatern mehr an und übernahm erste Filmrollen, die er über die Schauspielagentur seines Freundes Samir Osman vermittelt bekam. Mehrfach trat er seither, zunächst in kleineren Rollen im Tatort und anderen Fernsehserien und -filmen auf. In einer kleinen Rolle war er 2014 erstmals in einer Kinoproduktion, der Tragikomödie Grand Budapest Hotel, zu sehen. Seine Rollen wurden nach und nach größer; im Tatort Der sanfte Tod, der im Dezember 2014 ausgestrahlt wurde, übernahm er eine „tragende Rolle“.
Unter der Regie von Martin Nimz wirkte Dyrlich in Hauptrollen in mehreren Theaterinszenierungen mit, darunter 2012 am Staatstheater Saarbrücken als Alfred in Ödön von Horváths Geschichten aus dem Wienerwald, 2013/14 am Stadttheater Konstanz als Erich Klamroth in Gerhart Hauptmanns Vor Sonnenuntergang. Ab November 2014 übernahm er die Titelrolle in Molnárs Liliom.
Dyrlich lebt in Berlin und arbeitet neben der Schauspielerei gelegentlich als Türsteher im Berliner Berghain.
Seit der Spielzeit 2020/2021 ist Dyrlich außerdem Mitglied des Schauspielensembles am Mecklenburgischen Staatstheater in Schwerin.

## Filmografie (Auswahl)
- 2012: SOKO Wismar (Fernsehserie, Folge Schlechter Umgang)
- 2012: Tatort – Es ist böse
- 2012: Tatort – Wegwerfmädchen
- 2013: Wilsberg – Treuetest
- 2013: Ein Fall für zwei (Fernsehserie, Folge Letzte Worte)
- 2013: Notruf Hafenkante (Fernsehserie, Folge Der Maulwurf)
- 2014: Die Lebenden und die Toten
- 2014: Tatort – Winternebel
- 2014: SOKO Leipzig – Irre
- 2014: Grand Budapest Hotel
- 2014: Der Alte (Fernsehserie, Folge Zwischen Leben und Tod)
- 2014: Kein Entkommen
- 2014: Josephine Klick – Allein unter Cops: Die tote Boxerin
- 2014: Tatort – Der sanfte Tod
- 2015: Heldt (Fernsehserie, Folge Die Gang)
- 2015: Blochin – Die Lebenden und die Toten (TV-Miniserie)
- 2016: Unter anderen Umständen – Das Versprechen
- 2016: Herbert
- 2016: Hubert und Staller – Ein Tattoo für die Ewigkeit
- 2016: Rockabilly Requiem
- 2016, 2021: Letzte Spur Berlin (Fernsehserie, 3 Folgen)
- 2016: Auf kurze Distanz
- 2016, 2018: In aller Freundschaft (Fernsehserie, 2 Folgen; 2016: Folge 727 "Aufgewacht")
- 2016: Wolfsland: Ewig Dein (Fernsehreihe, Folge 1)
- 2016: Wolfsland: Tief im Wald (Folge 2)
- 2017: Back for Good
- 2017: Ein starkes Team – Vergiftet
- 2017: Zwischen den Jahren
- 2017: Rentnercops (Fernsehserie, 2 Folgen)
- 2017: Alarm für Cobra 11 – Die Autobahnpolizei – Summer & Sharky
- 2017: Babylon Berlin (Fernsehserie, Regie: Tom Tykwer, Achim von Borries und Hendrik Handloegten)
- 2017: Tatort – Fürchte dich
- 2017: Der Hauptmann
- 2018: Tatort – Ich töte niemand
- 2018: Alles was zählt
- 2018: Alles oder nichts
- 2018: Das schönste Mädchen der Welt
- 2018: 4 Blocks (Fernsehserie)
- 2018: SOKO Hamburg (Fernsehserie, Folge Junggesellenabschied)
- 2018: Der Mordanschlag
- 2018: Der süße Brei
- 2018: Verpiss dich, Schneewittchen!
- 2019: Schwartz & Schwartz: Der Tod im Haus
- 2019: Tatort: Nemesis (Fernsehreihe)
- 2019: 23 Morde – Bereit für die Wahrheit? (Fernsehserie, Folge 4)
- 2020: SOKO Köln (Fernsehserie, Folge Schmidts Reloaded)
- 2020: Die Heiland – Wir sind Anwalt (Fernsehserie, Folge 7)
- 2020: Notes of Berlin
- 2022: Neben der Spur – Die andere Frau
- 2023: Einspruch, Schatz! – Unter Vätern (Fernsehreihe)

## Theater
- 2009: Friedrich von Gagern: Ozean – Regie: Frank Castorf (Volksbühne Berlin)
- 2019: Hexenjagd – Regie: Martin Nimz (Mecklenburgisches Staatstheater)
- 2020: Die Umsiedlerin oder Das Leben auf dem Lande – Regie: Milan Peschel (Mecklenburgisches Staatstheater)
- 2020: Die zwölf Geschworenen –  Regie: Carsten Knödler (Theater Chemnitz)
- 2021: Die Schildbürger – Regie: Martin Nimz (Mecklenburgisches Staatstheater)